# Robert Ridgely
Robert Ridgely (* 24. Dezember 1931 in Teaneck, New Jersey; † 8. Februar 1997 in Toluca Lake, Kalifornien) war ein US-amerikanischer Schauspieler und Synchronsprecher.

## Leben
Ridgely begann seine Karriere als Nachtclub-Entertainer in Manhattan und trat in einer Off-Broadway-Produktion der Dreigroschenoper auf. In den 1960er Jahren begann er seine Film- und Fernsehkarriere mit Gastauftritten in Fernsehserien wie Bronco, Surfside 6 und Abenteuer unter Wasser. 1962 erhielt er die Rolle des Lt. Frank Kimbro in der ABC-Weltkriegsserie The Gallant Men, die jedoch nach der ersten Staffel eingestellt wurde. Beginnend mit den 1970er Jahren war er vermehrt auch auf der großen Leinwand zu sehen, unter anderem in einigen Mel-Brooks-Filmen wie Der wilde wilde Westen, Mel Brooks’ Höhenkoller und Robin Hood – Helden in Strumpfhosen. Er trat auch in Jonathan Demmes Melvin und Howard und Philadelphia auf.
Daneben wirkte Ridgely als Synchronsprecher und sprach für zahlreiche Zeichentrickserien. Unter anderem war er die US-amerikanische Stimme von Tarzan in der Filmation-Produktion Tarzan, Herr des Dschungels und Flash Gordon in der gleichnamigen Filmation-Adaption. Zu seinen weiteren Sprechrollen zählen General Ross in The Incredible Hulk, Jolly Jumper in Lucky Luke und Mr. Kelp in Die Schnorchels. Verschiedene Nebencharaktere sprach er auch in Die Schlümpfe, DuckTales – Neues aus Entenhausen und Teenage Mutant Hero Turtles.
Seine letzten Auftritte hatte er in Boogie Nights und Fire Down Below 1997, im selben Jahr starb er im Alter von 65 Jahren an den Folgen einer Krebserkrankung. Ridgely war verheiratet, aus der Ehe gingen keine Kinder hervor.

## Filmografie (Auswahl)

### Film
- 1974: Der wilde wilde Westen (Blazing Saddles)
- 1977: Mel Brooks’ Höhenkoller (High Anxiety)
- 1978: A Different Approach (Kurzfilm)
- 1980: Melvin und Howard (Melvin and Howard)
- 1987: Beverly Hills Cop II
- 1991: Das Leben stinkt (Life Stinks)
- 1993: Philadelphia
- 1993: Robin Hood – Helden in Strumpfhosen (Robin Hood: Men in Tights)
- 1996: Last Exit Reno (Sydney / Hard Eight)
- 1996: That Thing You Do!
- 1996: Vier lieben dich (Multiplicity)
- 1997: Boogie Nights
- 1997: Fire Down Below

### Fernsehen
- 1960: Bronco
- 1960: Surfside 6
- 1961: Abenteuer unter Wasser (Sea Hunt)
- 1961: Lawman
- 1962: Hawaiian Eye
- 1968: Mini-Max oder Die unglaublichen Abenteuer des Maxwell Smart (Get Smart)
- 1976: Die Zwei mit dem Dreh (Switch)
- 1987: Hunter
- 1989: Harrys wundersames Strafgericht (Night Court)

### Synchronisation
- 1974: Fenn – Hong Kong Pfui (Hong Kong Phooey)
- 1976–1979: Tarzan, Herr des Dschungels (Tarzan, Lord of the Jungle)
- 1979–1982: Flash Gordon
- 1982–1988: Die Schlümpfe (The Smurfs)
- 1983: Alvin und die Chipmunks (Alvin and the Chipmunks)
- 1984: Lucky Luke
- 1984–1985: Die Schnorchels (Snorks)
- 1987: DuckTales – Neues aus Entenhausen (DuckTales)
- 1991–1993: Teenage Mutant Hero Turtles (Teenage Mutant Ninja Turtles)
- 1993: Bonkers, der listige Luchs von Hollywood (Bonkers)
- 1996: Dexters Labor (Dexter’s Laboratory)